# Песочная (приток Протвы)
Песочная — река в России, протекает по Можайскому району Московской области. Устье реки находится в 255 км от устья реки Протвы по правому берегу. Длина реки составляет 17 км, площадь водосборного бассейна — 51,2 км².
По данным Государственного водного реестра России, относится к Окскому бассейновому округу. Речной бассейн — Ока, речной подбассейн — бассейны притоков Оки до впадения Мокши, водохозяйственный участок — Протва от истока до устья.